# Phoradendron filispicum
Phoradendron filispicum är en sandelträdsväxtart som beskrevs av C.T. Rizzini. Phoradendron filispicum ingår i släktet Phoradendron och familjen sandelträdsväxter. Inga underarter finns listade i Catalogue of Life.